# Peter Fregene
Peter Fregene (Sapele, Colonia de Nigeria; 17 de mayo de 1947-13 de octubre de 2024) fue un futbolista nigeriano que jugó en la posición de guardameta.

## Carrera

### Club
| Periodo   | Club              |
| --------- | ----------------- |
| 1968-1969 | Stationery Stores |
| 1970-1984 | NEPA Lagos FC     |

### Selección nacional
Jugó para Nigeria en 14 ocasiones de 1968 a 1982, participó en los Juegos Olímpicos de México 1968 y en la Copa Africana de Naciones 1982.

## Logros

### Club
- Copa de Nigeria (2): 1968, 1970

### Individual
- Nominado en la lista de los 50 mejores futbolistas de Nigeria en el 50° aniversario del fútbol en el país. [6]